# تیره هزارنی
تیرهٔ هزارنِی (Butomaceae) نام تیره‌ای از گیاهان است.
از گیاهان این تیره سرده‌ای به نام هزارنی در ایران می‌روید که گیاهی پایابی با گل‌های بسیار زیبا است که در گل‌آذین چتری قرار دارند.